# 842 Kerstin
842 Kerstin, asteroid vanjskog glavnog pojasa. Otkrio ga je Max Wolf, 1. listopada 1916.

## Vanjske poveznice
- Minor Planet Center